# Lamothe-Landerron
Lamothe-Landerron är en kommun i departementet Gironde i regionen Nouvelle-Aquitaine i sydvästra Frankrike. Kommunen ligger i kantonen La Réole som tillhör arrondissementet Langon. År 2022 hade Lamothe-Landerron 1 119 invånare.

## Befolkningsutveckling
Antalet invånare i kommunen Lamothe-Landerron
Referens:INSEE